# Jezuitský exerciční dům (Podmokly)
Jezuitský exerciční dům v Podmoklech existoval v letech 1924–1933.

## Historie
Nad Podmokly byl postaven v roce 1722 kostelík sv. Jana Nepomuckého, který byl v letech 1869–1871 přestavěn v pseudogotickém stylu a sloužil současně jako hraběcí hrobka Thun-Hohensteinů. Roku 1926 byl proti němu postaven zvláštní exerciční dům, který převzali do své péče jezuité, kteří sem přišli již roku 1924. Od roku 1933 byl zdejší exerciční dům spravován jezuity z Děčína.